# Professió de fe del vicari savoià
La Professió de fe del vicari savoià (en francés: La Profession de foi du vicaire savoyard) és una part molt coneguda (del llibre IV) de la novel·la del filòsof ginebrí Jean-Jacques Rousseau Emili, o De l'educació (1762), perquè hi exposa les seues idees sobre religió. Es tracta en certa manera d'un assaig autònom i hi fa una crítica a l'Església com a institució, al dogmatisme i a l'heteronomia.

## Contingut
Per a J. J. Rousseau l'única religió vertadera és una religió natural o civil, la seua pròpia versió del deisme il·lustrat, que té tres articles de fe:
- 1 "El moviment que no està produït per un altre no pot procedir sinó d'un acte espontani, voluntari; els cossos inanimats no actuen per moviment i no hi ha veritable acció sense voluntat. Ací tenim el meu primer principi: crec per tant que una voluntat mou l'univers i anima la natura. Aquest és el meu primer dogma o el meu primer article de fe".
- 2. "Comprenc que el mecanisme del món pot no ser intel·ligible a l'esperit humà; però tan aviat com l'ésser humà es dedica a explicar-lo, ha de dir coses que els altres comprenguen. Si la matèria mòbil em mostra voluntat, la matèria mòbil segons determinades lleis em presenta intel·ligència: aquest és el meu segon article o dogma de fe. Actuar, comparar, triar, són les operacions d'un ésser actiu i pensant: per tant aquest ésser existeix.”
- 3. "O no existeix pas un primer impuls, o el primer impuls manca de causa anterior i no hi ha veritable voluntat sense llibertat. L'ésser humà és, doncs, lliure en les seues accions, i, com a tal, animat d'una substància immaterial. Aquest és el meu tercer article o dogma de fe."[2]

Rousseau sosté que en l'ésser humà el sentiment és anterior a la intel·ligència i és el que ens fa veritablement humans. Rebutja qualsevol institució religiosa o "religió confessional", que sols serveix com a màscara interessada per a la salvaguarda de la hipocresia: "Tot el que jo sent que és bo, és bo; tot el que jo sent que és roí, és roí. El millor de tots els casuistes és la consciència". I en un altre lloc de la mateixa obra:
Consciència, consciència! Instint diví, immortal i veu celeste! Guia segura d'un ésser ignorant i limitat, tot i que intel·ligent i lliure; jutge infal·lible del bé i del mal que fa a l'ésser humà semblant a Déu… Sense tu, no sent pas res en mi que m'eleve per sobre dels animals, a no ser el trist privilegi de perdre'm d'error en error ajudat per un enteniment sense regles i una raó sense principis.
Rousseau creu que l'ésser humà no ha de fiar-se de l'enteniment ni de la raó, sinó que ha de refugiar-se en el seu interior, en què troba la consciència que li assembla a Déu. I en la consciència habiten els sentiments més personals, íntims i individuals. Aquest sentiment justifica una religió natural que qualsevol persona alberga al cor i que és l'única que ha d'obeir: les religions positives són per a Rousseau totes falses, són un producte posterior: “Mai concebré que el que qualsevol persona està obligada a saber estiga tancat en llibres”. Per dos motius: l'un, perquè moltes no saben pas llegir, i l'altre, perquè les llengües en què estan escrits ja no s'entenen hui. De pas, al·ludeix Rousseau al fet que no li valen pas les traduccions perquè mai no són del tot fiables. I fins i tot es pregunta per a quin Déu ha de complicar-se tot tant si es pot parlar a la persona al cor. És per això que la religió natural seria l'única que Déu ha infós a totes les persones en la seua consciència. Les religions falsament “revelades” tenen massa diferències entre si i són massa complicades per a algunes consciències, com per a aspirar a ser vertaderes. Segons Rousseau, per a arribar a tot el món, Déu utilitzaria la inspiració general al cor de les persones sempre en el silenci de les passions, i en el fons de la consciència. Qualsevol persona seria capaç de sentir la veu de Déu i seguir-la. No rebutja pas totalment les religions revelades, sinó que les relativitza, perquè és més essencial que aquestes la religió del cor, la natural. No sostrau elogis a l'evangeli, però rebutja els miracles per irracionals, i proposa una mena de religió "civil".
La religió és el fonament de la moral i és en el mèrit moral on se n'ha de provar l'eficàcia. Així, els veritables actes religiosos són els actes moralment virtuosos; per això resulten indiferents els continguts religiosos que no tinguen conseqüències per a la pràctica moral. D'aquesta manera, Rousseau posa les bases per a la «teologia moral» d'Immanuel Kant.

## Conseqüències
Aquest petit assaig pretenia fixar la posició de l'autor respecte al catolicisme, al protestantisme i l'ateisme dels enciclopedistes, i tancar les reflexions directes o indirectes de més d'una dècada de pensament religiós de Rousseau; no va, però, acontentar pas cap d'aquests corrents: Denis Diderot, Voltaire i Grimm, entre altres, l'acusaren de traïdor i fou perseguit per l'Església catòlica i, si bé no arremet tan fortament contra el protestantisme com ho fa contra el catolicisme, també fou objecte d'indignació per part d'alguns fidels protestants. En certa manera, Rousseau fou un boc expiatori per a fer callar les revoltes intel·lectuals en matèria religiosa de l'Europa del 1762.

## Interpretacions
Per a Fernando Bahr, el vicari parteix de l'escepticisme per a delimitar la seua postura religiosa, i diferencia amb claredat dos tipus d'escepticisme. El primer és el que el vicari anomena al principi “escepticisme de sistema” i després “pirronisme”: sols es pot acceptar en tant que “crisi”; el segon és el que anomena "escepticisme involuntari". Després troba semblances entre La professió de fe i el tractat De la sagesse (Sobre la saviesa) de Pierre Charron, que al seu parer  constitueix un precedent important del vincle entre examen escèptic i recuperació de la "veu natural" que estableix el vicari.